# Versiune cover
Versiune cover (reinterpretare muzicală) este termenul utilizat pentru a desemna o nouă interpretare a unui cântec care a fost deja înregistrat sau lansat anterior de un alt artist. Termenul este utilizat în muzicile de consum pentru a marca continuitatea, omagiul sau adaptarea unei lucrări muzicale în alte stiluri sau de către alți interpreți.

## Scop
O astfel de practică poate fi adoptată drept omagiu (tribut) față de interpretul sau formația imitată ori poate fi făcută pentru promovarea proprie și în tentativa de deschidere către alte segmente de public. Uneori, o versiune nouă a cântecului poate fi realizată doar pentru simplul motiv că el este pe placul muzicienilor care-l preiau.
De regulă, abundența preluărilor într-o etapă din evoluția unui muzician corespunde unei situații de mai redusă creativitate – cel mai frecvent este cazul debutului, dar și o îndepărtare de activitatea componistică poate fi suplinită în acest mod.
Dintr-o perspectivă mai amplă, există o fază incipientă, mimetică, în momentul când o cultură împrumută un nou gen muzical din afara granițelor ei. Mimetismul de acest fel implică câțiva posibili pași: muzicienii noi preiau cântecele dorite ca atare; le traduc versurile în limba proprie sau le oferă noi seturi de versuri; încep să realizeze compoziții proprii inspirate din materialele preluate, însă neaducând elemente noi, originale. Apariția unor astfel de elemente la nivel esențial marchează încheierea stadiului mimetic. Ciclul se poate relua de fiecare dată când se experimentează importarea unei estetici muzicale noi. Există situația în care compatibilitatea dintre dominantele culturii în discuție contravin spiritului noii muzici, caz ce va avea ca rezultat imposibilitatea depășirii stadiului mimetic.

## Tipuri de cover
Uneori reinterpretările aduc notorietatea unui cântec ce nu a avut succes în prima sa versiune înregistrată. Unii muzicieni sunt specializați pe realizarea de preluări, căutând o expresie neașteptată în interpretarea unei piese cunoscute (Joe Cocker, Nouvelle Vague, Me First and the Gimme Gimmes). În schimb, formațiile-tribut încearcă să reconstituie cât mai fidel atmosfera în care a fost realizată muzica unei formații-model; în cazul lor, latura creativă are o importanță minimă.
Există și preluări din muzica cultă, realizate fie pentru a trata o temă binecunoscută conform unei stilistici moderne (practică foarte la modă în anii 1970 printre muzicienii de rock progresiv sau muzică electronică – de exemplu, Emerson, Lake and Palmer și Isao Tomita), fie pentru a o introduce în lumea muzicii ambientale ori dansante (Richard Clayderman).